# Alzen (Ariège)
Alzen ist eine französische Gemeinde mit 265 Einwohnern (Stand: 1. Januar 2022) im Département Ariège in der Region Okzitanien (bis 2015: Midi-Pyrénées). Die Gemeinde gehört zum Arrondissement Saint-Girons, zum Kanton Couserans Est und zum 2016 gegründeten Gemeindeverband Couserans-Pyrénées. Die Bewohner nennen sich Alzenois.

## Geografie
Alzen liegt etwa elf Kilometer westnordwestlich von Foix im Regionalen Naturpark Pyrénées Ariégeoises. Umgeben wird Alzen von den Nachbargemeinden Nescus, La Bastide-de-Sérou und Montels im Norden, Cadarcet im Nordosten, Serres-sur-Arget im Osten und Südosten, Burret und Le Bosc im Süden, Montagagne im Südwesten und Westen sowie Larbont im Nordwesten.

## Bevölkerungsentwicklung
| Jahr                       | 1962 | 1968 | 1975 | 1982 | 1990 | 1999 | 2006 | 2013 | 2019 |
| -------------------------- | ---- | ---- | ---- | ---- | ---- | ---- | ---- | ---- | ---- |
| Einwohner                  | 124  | 83   | 63   | 81   | 113  | 163  | 206  | 230  | 267  |
| Quellen: Cassini und INSEE |      |      |      |      |      |      |      |      |      |

## Sehenswürdigkeiten
- Kapelle L'Exaltation de la Sainte-Croix (Kreuzerhöhung), Monument historique

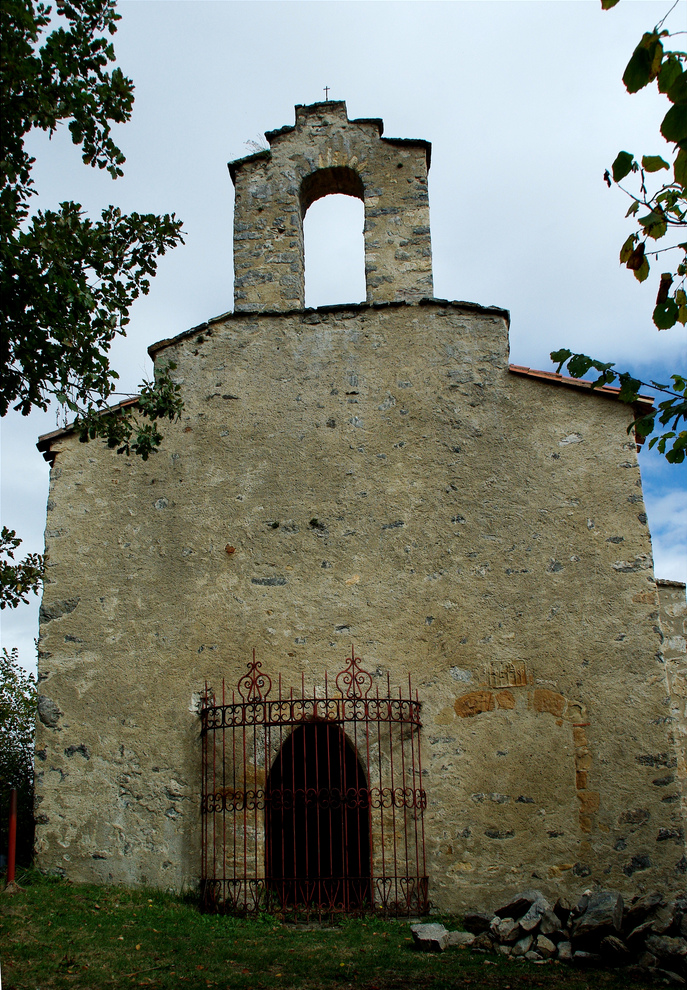
Kreuzerhöhungskapelle

- Écomuseum
- Wasserfall